# Saint-Denis (quận của Réunion)
Quận Saint-Denis là một quận của Pháp, nằm ở tỉnh Réunion, ở vùng Réunion. Quận này có 14 tổng và 5 xã.

## Các đơn vị hành chính

### Các tổng
Các tổng của quận Saint-Denis là: 
1. Le Port - Tổng thứ nhất Nord
2. Le Port - Tổng thứ nhì Sud
3. La Possession
4. Saint-Denis - Tổng thứ nhất
5. Saint-Denis - Tổng thứ nhì
6. Saint-Denis - Tổng thứ ba
7. Saint-Denis - Tổng thứ tư
8. Saint-Denis - Tổng thứ năm
9. Saint-Denis - Tổng thứ sáu
10. Saint-Denis - Tổng thứ bảy
11. Saint-Denis - Tổng thứ tám
12. Saint-Denis - Tổng thứ chín
13. Sainte-Marie
14. Sainte-Suzanne

### Các xã
Các xã của quận Saint-Denis, và mã INSEE là: 
| 1. Le Port (97407)        | 2. La Possession (97408) | 3. Saint-Denis (97411) | 4. Sainte-Marie (97418) |
| 5. Sainte-Suzanne (97420) |                          |                        |                         |